# Disposició transitòria quarta de la Constitució espanyola
Disposició transitòria quarta és una de les nou disposicions transitòries de la Constitució Espanyola de 1978, i per la qual s'establix el mecanisme de possible unió de Navarra amb el País Basc. És l'únic cas que es planteja la possible unió de dues comunitats autònomes, ja que es prohibeix expressament la federació de Comunitats Autònomes (Art 145.1). Literalment diu el següent: 
| « | 1. En el cas de Navarra, i a l'efecte de la seva incorporació al Consell General Basc o al règim autonòmic basc que el substitueixi, en lloc del que establix l'Art. 143 de la Constitució, la iniciativa correspon a l'Òrgan Foral competent, el qual adoptarà la seva decisió per majoria dels membres que el componen. Per a la validesa d'aquesta iniciativa caldrà, a més a més, que la decisió de l'Òrgan Foral competent sigui ratificada per referèndum expressament convocat a aquest efecte, i aprovat per majoria dels vots vàlids emesos. | » |

| « | 2. Si la iniciativa no prosperés, només es podrà reproduir la mateixa en diferent període del mandat de l'Òrgan Foral competent, i en tot cas, quan hagi transcorregut el termini mínim que estableix l'art. 143. | » |

El termini que establix l'article 143.3, al que remet la segona part, és de cinc anys.

## Accés a l'autonomia del País Basc i Navarra
El País Basc i Navarra van accedir als seus règims autonòmics per dues vies diferents, i en cap dels dos casos es van utilitzar els articles 143 o 151 de la Constitució, que assenyalen les vies d'accés ordinàries a l'autonomia. El País Basc va utilitzar la via de la Disposició Transitòria Segona, que permetia a les regions que havien arribat a realitzar un plebiscit sobre els seus estatuts d'autonomia durant la Segona República (és a dir, Catalunya, el País Basc i Galícia), accedir a l'autonomia amb un alt nivell de competències, d'acord amb l'article 151 de la Constitució. Per la seva banda, Navarra, va accedir a la seva autonomia a través del previst en la Disposició Addicional Primera de la Constitució, que establix: "La Constitució empara i respecta els drets històrics dels territoris forals. L'actualització general d'aquest règim foral es portarà a terme, si escau, en el marc de la Constitució i dels Estatuts d'Autonomia". L'article 2 de l'Amillorament del Fur assenyala un continu legal de respecte als furs per part de l'Estat que inclou la Llei Paccionada de 1841 i la Disposició Addicional Primera.